# Lydia Ludic Burundi Académic FC
El Lydia Ludic Burundi Académic Football Club (en español: Club de Fútbol Académico Lydia Ludic de Burundi), también conocido como LLB Académic es un equipo de fútbol de Burundi que juega en la Primera División de Burundi, la liga de fútbol más importante del país.

## Historia
Fue fundado en la capital Buyumbura y ha sido campeón de liga en dos ocasiones, la primera de ellas en 2014; y ha ganado el título de Copa en 2 ocasiones.
A nivel internacional ha participado en 4 torneos continentales, donde su mejor participación ha sido en la Copa Confederación de la CAF 2013, en donde fue eliminado en la Ronda de Play-Off por el Stade Malien de Malí.

## Palmarés
- Primera División de Burundi: 2

2014, 2017
- Copa de Burundi: 3

2011, 2012, 2014

## Participación en competiciones de la CAF
| Temporada | Torneo                       | Ronda      | Club            | Casa | Visita | Global      |
| --------- | ---------------------------- | ---------- | --------------- | ---- | ------ | ----------- |
| 2012      | Copa Confederación de la CAF | Preliminar | Atlético Semu   | 3-0  | 2-0    | 5-0         |
| 2012      | Copa Confederación de la CAF | 1          | ENPPI Club      | 1-1  | 1-4    | 2-5         |
| 2013      | Copa Confederación de la CAF | Preliminar | Police          | 1-0  | 1-1    | 2-1         |
| 2013      | Copa Confederación de la CAF | 1          | DC Motema Pembe | 2-0  | 0-1    | 2-1         |
| 2013      | Copa Confederación de la CAF | 2          | ASEC Mimosas    | 1-0  | 0-1    | 1-1 (4-2 p) |
| 2013      | Copa Confederación de la CAF | 3          | Stade Malien    | 0-1  | 0-5    | 0-6         |
| 2015      | Liga de Campeones de la CAF  | Preliminar | Kabuscorp SCP   | 0-0  | 0-1    | 0-1         |
| 2018      | Liga de Campeones de la CAF  | Preliminar | Rayon Sports FC | 0-1  | 1-1    | 1-2         |